# Sainte-Croix-sur-Orne
Sainte-Croix-sur-Orne est une ancienne commune française, située dans le département de l'Orne en région Normandie, devenue le 1er janvier 2016 une commune déléguée au sein de la commune nouvelle de Putanges-le-Lac.
Elle est peuplée de 76 habitants.

## Toponymie
Le nom de la localité est attesté sous la forme Sancta Crux en 1150[réf. nécessaire]. 
L'Orne borde la commune.

## Histoire
- 1616 : Jacques Duguey est prêtre de Sainte-Croix.
- 1621 : "noble homme Guillaume de Sainte-Croix".
- 1627 : "Guillaume de la Cour, de Sainte-Croix".

Intégrée dans la commune de Putanges-le-Lac en janvier 2016.

## Politique et administration
| Période                                  | Période  | Identité        | Étiquette | Qualité                                                           |
| ---------------------------------------- | -------- | --------------- | --------- | ----------------------------------------------------------------- |
| juin 1995                                | En cours | Monique Guibout | UMP-LR    | Présidente de la communauté de communes du Val d'Orne (2001-2020) |
| Les données manquantes sont à compléter. |          |                 |           |                                                                   |

## Démographie
L'évolution du nombre d'habitants est connue à travers les recensements de la population effectués dans la commune depuis 1793. À partir du 1er janvier 2009, les populations légales des communes sont publiées annuellement dans le cadre d'un recensement qui repose désormais sur une collecte d'information annuelle, concernant successivement tous les territoires communaux au cours d'une période de cinq ans. 
Pour les communes de moins de 10 000 habitants, une enquête de recensement portant sur toute la population est réalisée tous les cinq ans, les populations légales des années intermédiaires étant quant à elles estimées par interpolation ou extrapolation. Pour la commune, le premier recensement exhaustif entrant dans le cadre du nouveau dispositif a été réalisé en 2004,.
En 2022, la commune comptait 76 habitants, en évolution de +13,43 % par rapport à 2016 (Orne : −1,53 %, France hors Mayotte : +2,49 %).
| 1793 | 1800 | 1806 | 1821 | 1836 | 1841 | 1846 | 1851 | 1856 |
| ---- | ---- | ---- | ---- | ---- | ---- | ---- | ---- | ---- |
| 324  | 291  | 393  | 396  | 382  | 421  | 381  | 366  | 316  |

| 1861 | 1866 | 1872 | 1876 | 1881 | 1886 | 1891 | 1896 | 1901 |
| ---- | ---- | ---- | ---- | ---- | ---- | ---- | ---- | ---- |
| 317  | 297  | 257  | 268  | 209  | 207  | 181  | 148  | 139  |

| 1906 | 1911 | 1921 | 1926 | 1931 | 1936 | 1946 | 1954 | 1962 |
| ---- | ---- | ---- | ---- | ---- | ---- | ---- | ---- | ---- |
| 123  | 119  | 136  | 112  | 120  | 112  | 102  | 103  | 88   |

| 1968 | 1975 | 1982 | 1990 | 1999 | 2004 | 2009 | 2014 | 2019 |
| ---- | ---- | ---- | ---- | ---- | ---- | ---- | ---- | ---- |
| 89   | 71   | 66   | 61   | 61   | 75   | 81   | 71   | 76   |

## Lieux et monuments
- Le manoir de la Cour est un édifice remarquable connu dans toute la région. Il est constitué d'un corps central flanqué de deux poivrières. Vraisemblablement bâti à la fin du XVIe siècle et agrandi à la fin du XVIIe, il présente une couverture en tuile à quatre pans, surmontée de deux souches de cheminées monumentales. La façade sud est bordée de douves en eau, que l’on traverse pour accéder au jardin clos de murs. Le jardin donne au sud sur une pêcherie, actuellement à sec. Subsiste en place un châssis de fenêtre quasiment intact du milieu du XVIIe siècle. Il est inscrit au titre des Monuments historiques.
- L'église Sainte-Croix du XIXe siècle. Le maître-autel est daté de 1745 et a été repeint en 1920. L'église renferme de nombreuses statues dont une Vierge à l'enfant rehaussée d'une couronne à fleurs de lys.
- La chapelle Saint-Roch dont la construction fut commencée en 1867. Elle fut un lieu de pèlerinage.

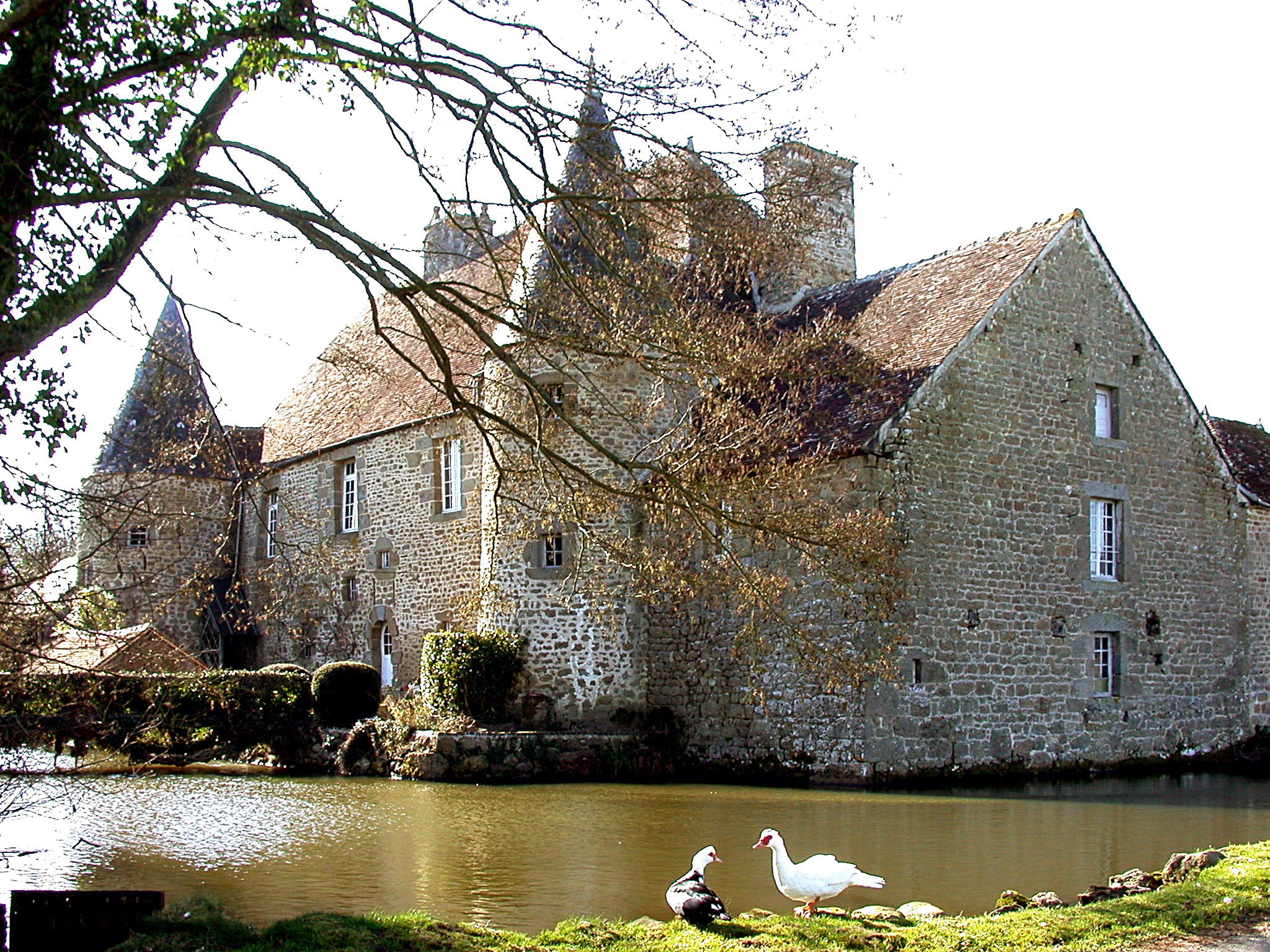
Le Manoir de la Cour.
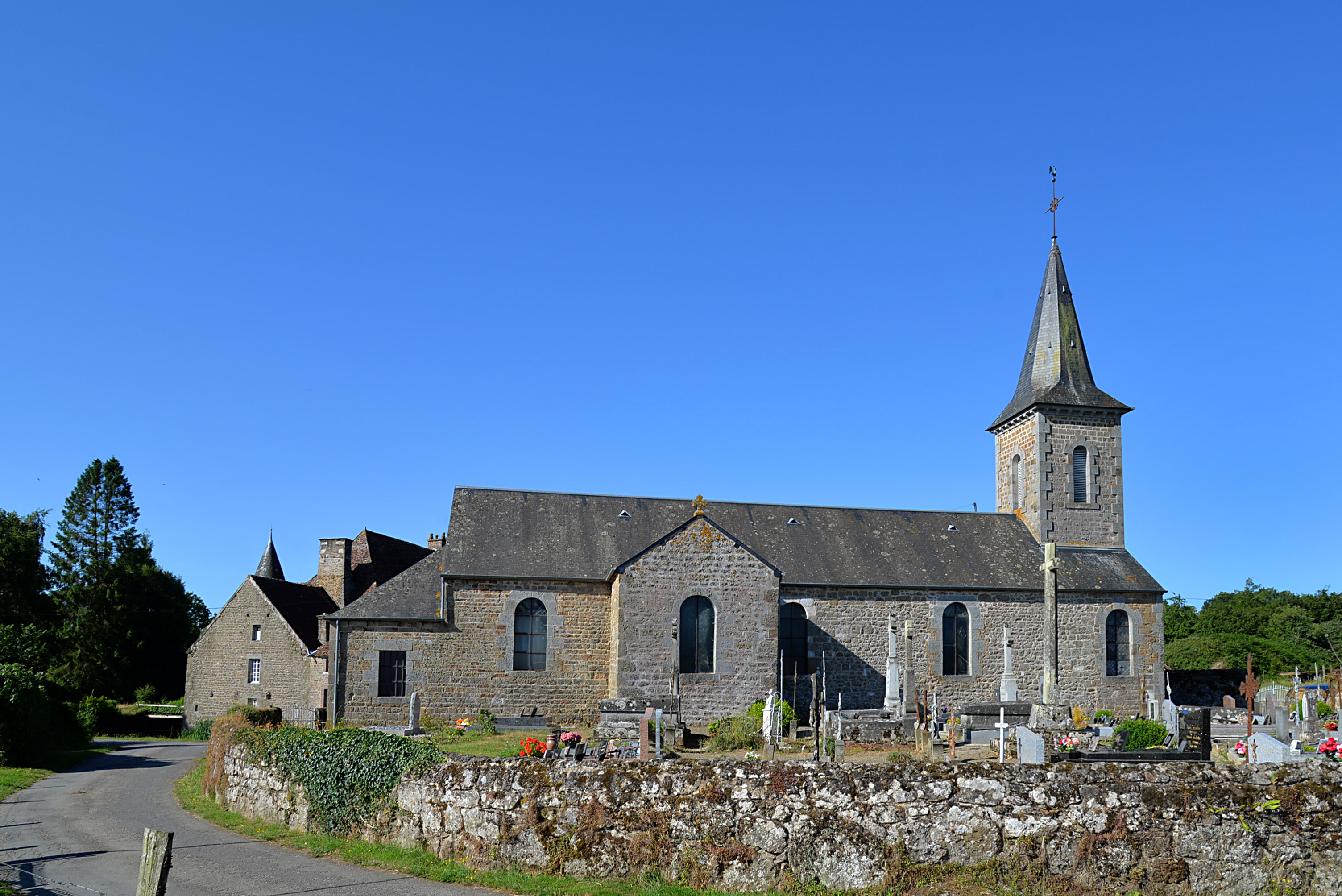
L'église Sainte-Croix.
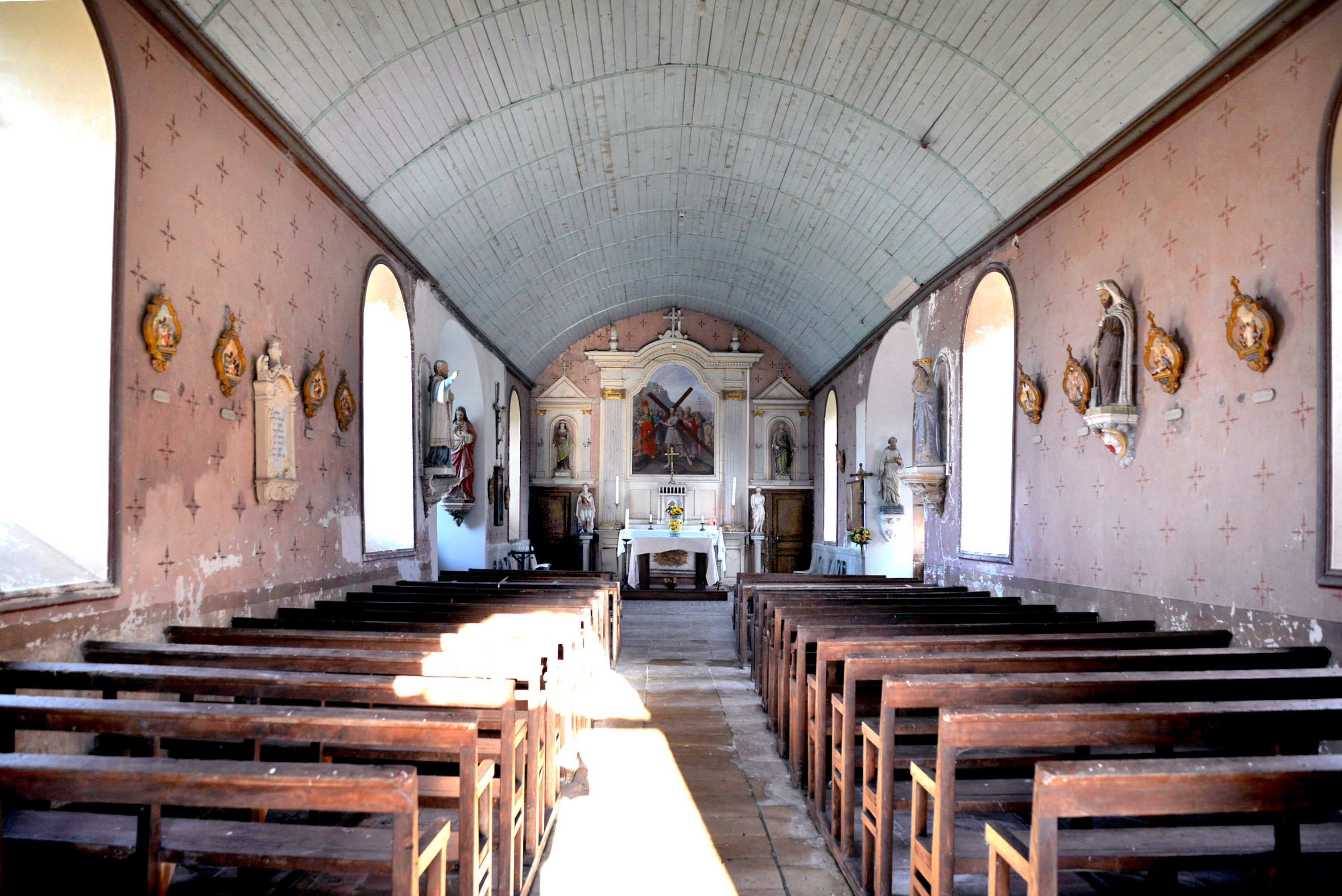
La nef de l'église Sainte-Croix.
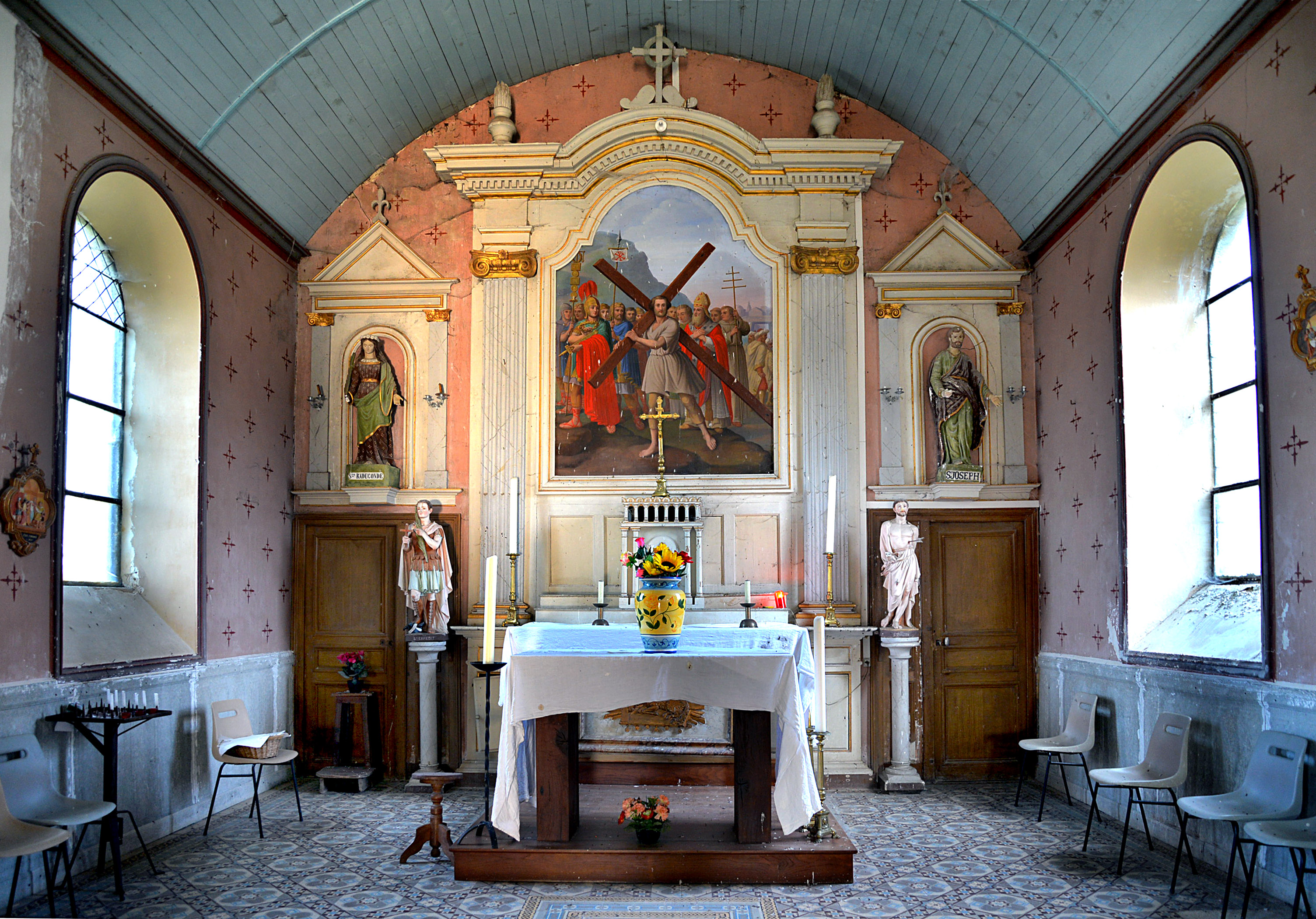
Le chœur de l'église Sainte-Croix.
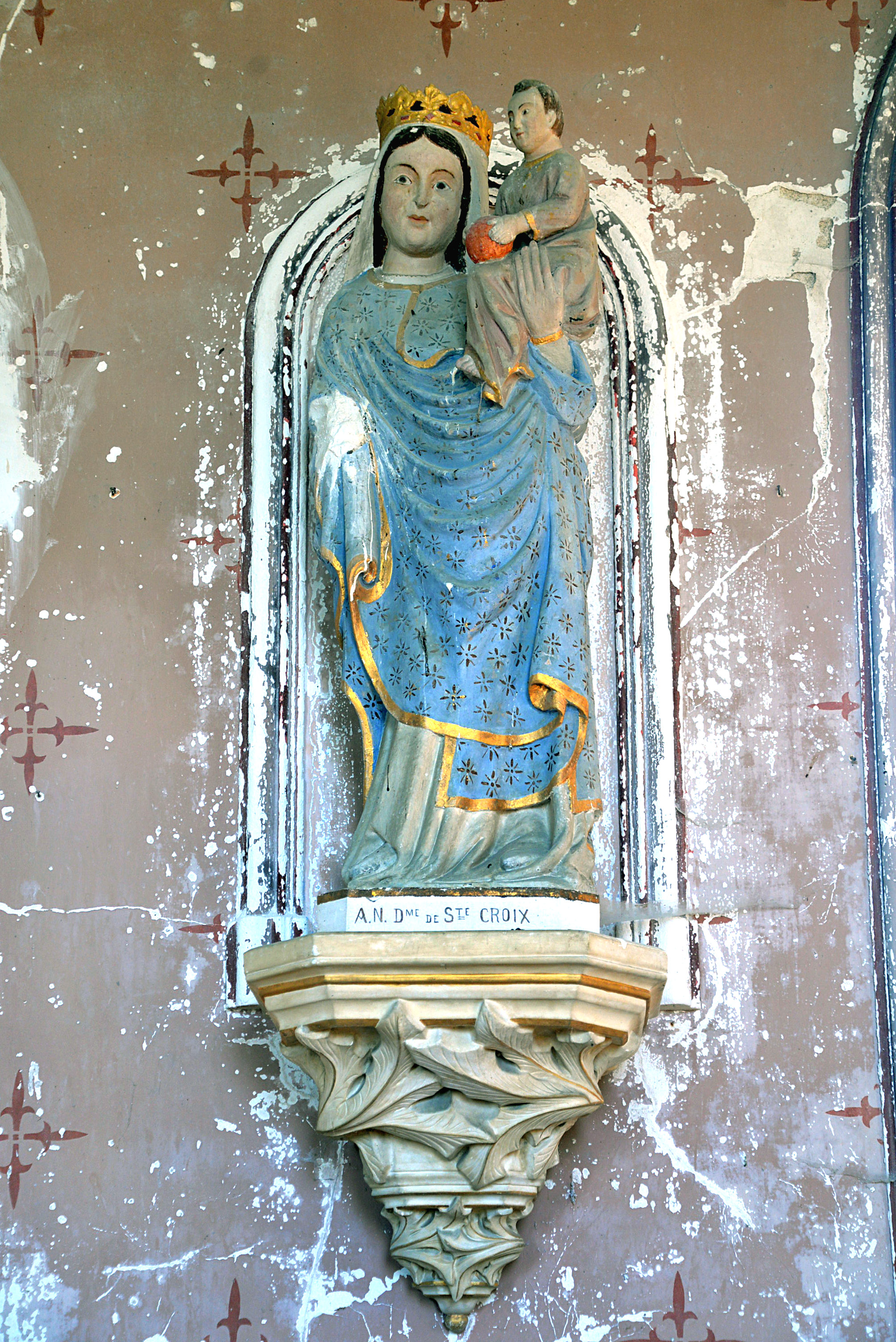
Vierge à l'enfant.
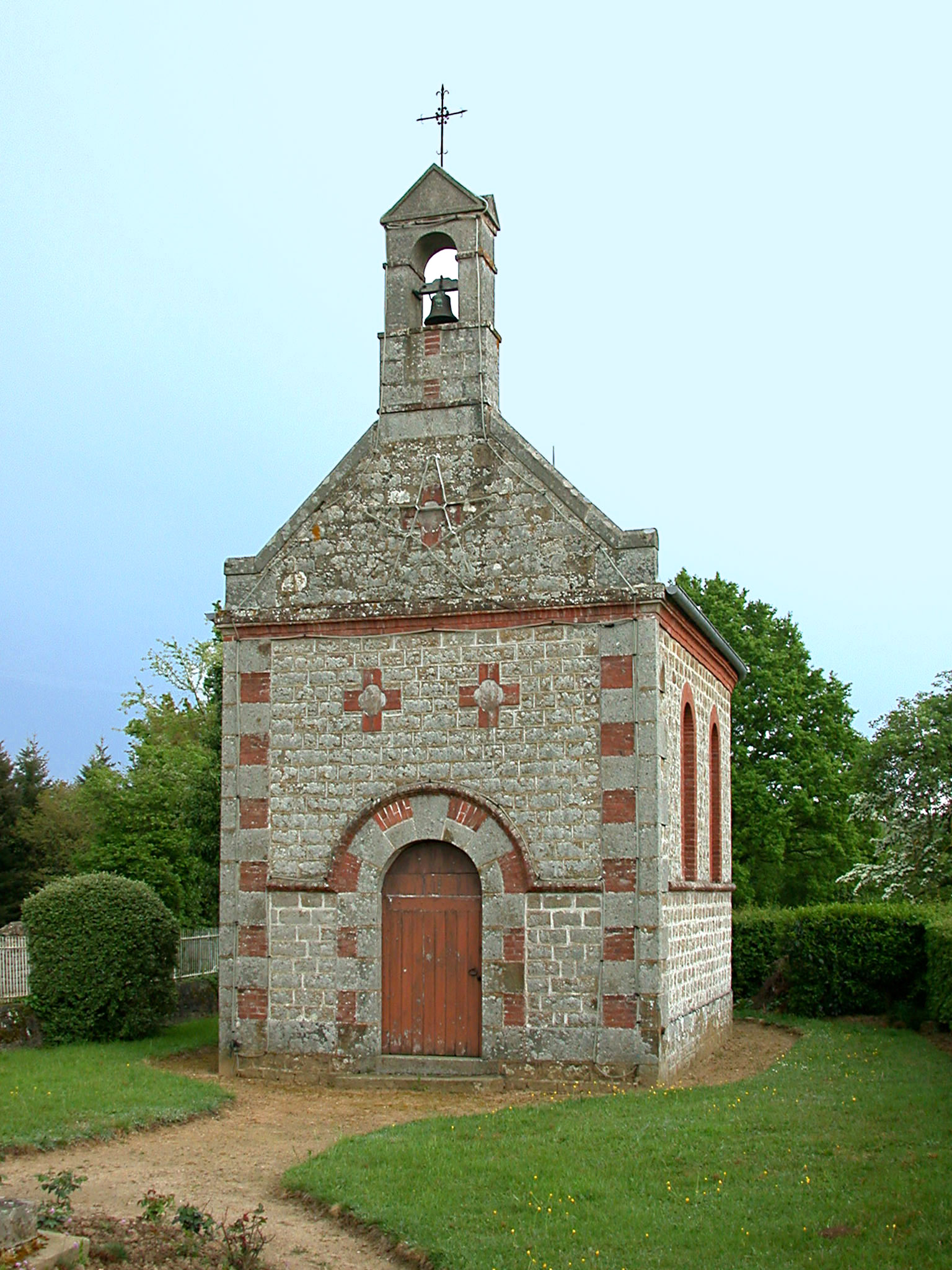
La chapelle Saint-Roch.
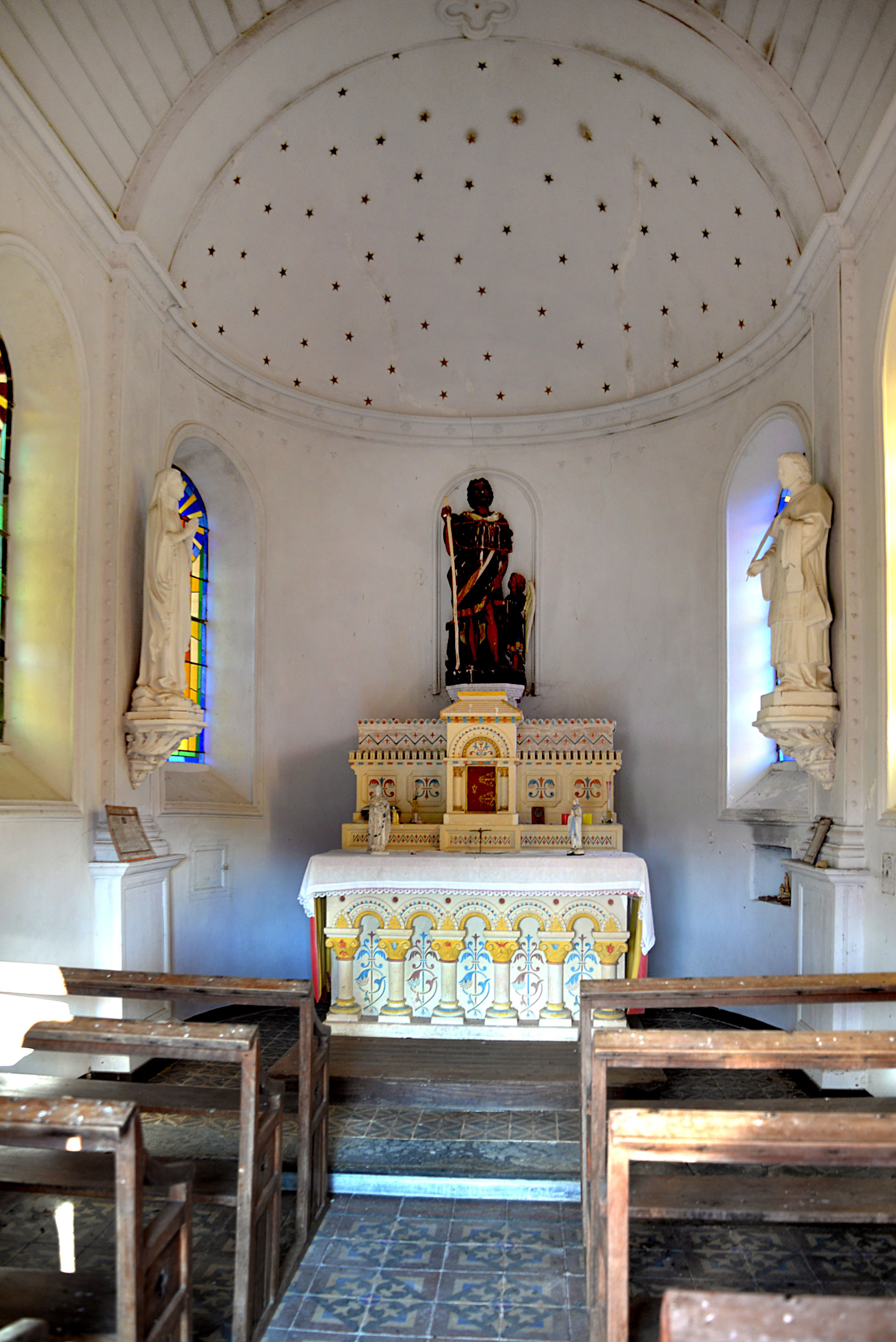
La nef de la chapelle Saint-Roch.
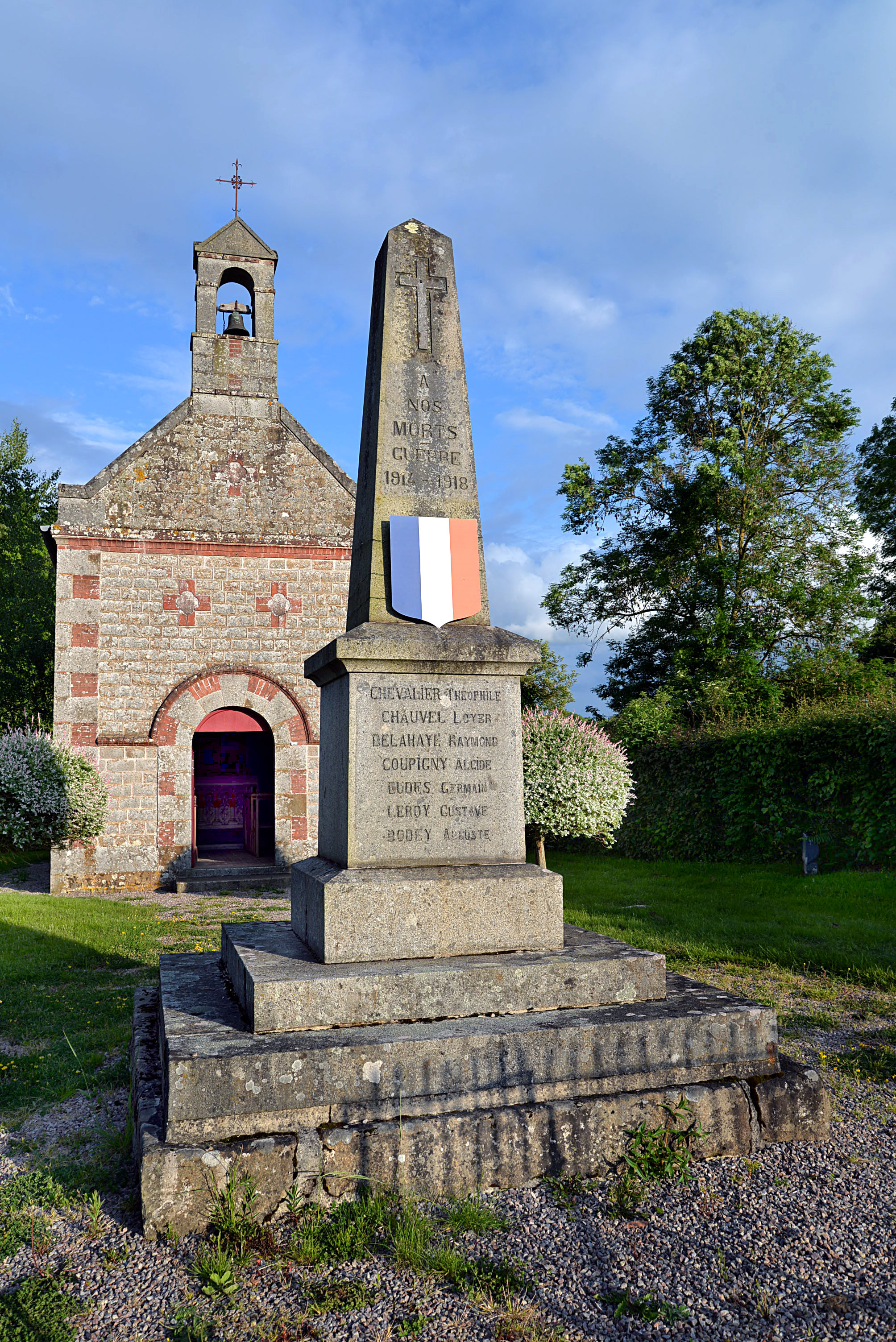
Le monument aux morts.

## Personnalités liées à la commune
- Guillaume-René Lefébure (1744 à Sainte-Croix-sur-Orne - 1809), militaire, historien, médecin, écrivain politique et littérateur.